# چانکاتاغ
چانکاتاغ (به ارمنی: Ճանկաթաղ) یک منطقهٔ مسکونی در جمهوری آرتساخ است که در استان مارتاکرت واقع شده‌است. چانکاتاغ ۲۷۲  جمعیت دارد.